# 工部大学校

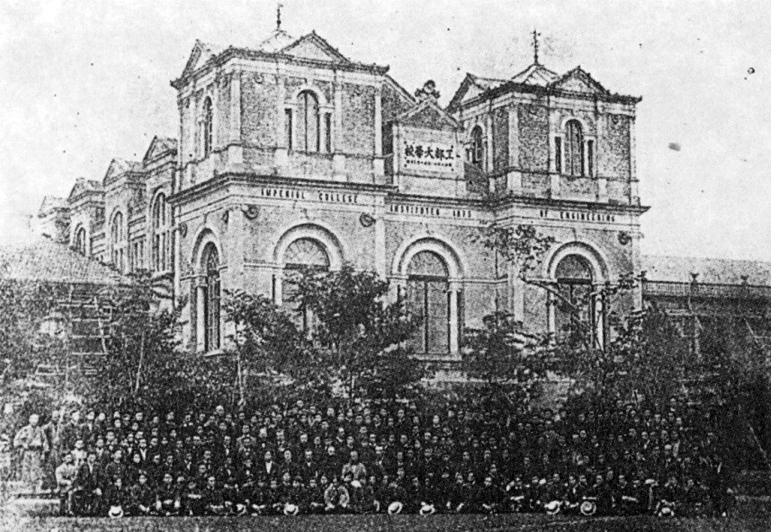
工部大学校の校舎、教員、生徒（1880年）

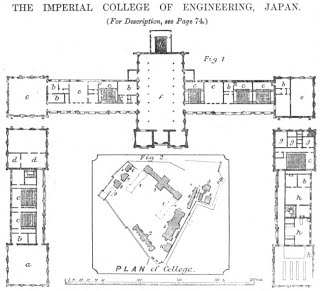
"The Engineering (1877)"に紹介された工部大学校校舎配置図

工部大学校（こうぶだいがっこう）は、明治時代初期に工部省工学寮が創設した技術者養成機関で、日本初の工学教育機関。今日の日本の工業技術の礎を築き、工業発展に多大な役割を果たした。現在の東京大学工学部の前身の一つである。
1873年（明治6年）開設の工学寮工学校を1877年（明治10年）に改称したもので、1886年（明治19年）に帝国大学に合併。校舎は、現在の千代田区霞が関三丁目、文部科学省および金融庁のある一帯（霞が関コモンゲート、江戸時代の日向内藤家上屋敷跡地）にあった。

## 歴史

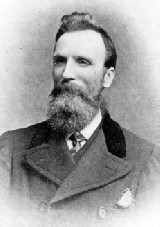
ヘンリー・ダイアー

### 当初の構想
旧暦明治4年8月14日（1871年9月29日）、工部省の10寮1司の一等寮として、技術者養成を目的とする工学寮が創設され、初代工学頭には工部少輔山尾庸三が就任。中心事業は実践的技術者養成のための工学校の開設・運営で、当初は小学校（スクール）と大学校（カレッジ）で構成される工学校が構想された。前年の1870年4月9日に来日して、イギリス公使であるハリー・パークスの推薦を受け建築師長（技術主任）に任じられていたエドモンド・モレルがイギリスから教員を招聘し、山尾が測量司雇のイギリス人技術者に組積造の小学校校舎建設を進めさせ、明治5年（1872年）初秋に小学校を開校する予定だったが、モレルの急逝により頓挫。

### マセソンへの相談
山尾は急遽、イギリス留学時に世話になった旧知のヒュー・マセソン (Hugh Matheson) に相談したところ教員選抜協力の快諾を得たことから、1872年8月になって岩倉使節団副使として渡英した工部大輔伊藤博文がマセソンに正式に協力依頼をした。

### 大学方式への転換
マセソンからグラスゴー大学教授のウィリアム・ランキン (William Rankine) に教員人選の相談がなされると、ランキンはヘンリー・ダイアー (Henry Dyer)  を都険（実質的な校長）とする教師団を推薦した。こうしたダイアーを筆頭した教師団の編成はすべて西洋の大学方式へと転換するものだった。遡ること1860年代末に、ランキン教授はウィリアム・トムソン (William Thomson) 教授とともにグラスゴー大学に工学部を新設しようと奔走したことがあったが、ダイアーはランキン教授の下で技術者教育学を専攻していた。ランキン教授の計画は叶わなかったが、ダイアーは師の構想を日本で実現しようとした。
1873年、岩倉使節団に同行していた林董がスコットランドで教師団任用契約の手続を行い、日本までの船旅の同伴の任に当たった。ダイアーは小学校を別に開くのは止め、大学校を基礎課程、専門課程、実地課程（各2年）の3期6年制とし、土木、機械、造家（建築）、電信、化学、冶金、鉱山、造船の6学科とする学則・シラバスを作成した。教授形式は、1871年にロンドン近郊に開学していた王立インド工学校 (Royal Indian Engineering College) と同様に、講義と実習を半年ずつ交互に行うサンドウィッチ方式とし、また、実地課程のために赤羽工作分局を併設させた。

### 開校
新暦1873年（明治6年）9月に生徒募集（15歳から20歳まで）が行われ、11月に開校。校舎の建設は間に合わず葵町の仮校舎で授業が始められた。当初、工学校校長は山尾が兼務したが、1877年（明治10年）の工学寮廃止とともに工学校は工作局付属となり、工作局長の大鳥圭介が校長に就任、さらに「工部大学校」に改名された。ダイアーを通して、引き続きイギリスから優秀な外国人教師が任用され、多くの授業は英語で行われた。生徒のノートや卒業論文も、英語で書かれたものが現存している（国立科学博物館新館2階などで見ることができる）。
生徒は原則として私費生（月額7円上納）であり、時宜により在学中の経費を支給する官費生を募集した。但し、官費生には卒業後7年間は工部省で働く奉職義務が課せられた（工部大学校学課並諸規則）。
1873年11月の入学生は仮校舎で授業を受けたが、翌年には最初の組積造校舎（小学館）が完成、1877年に本館が完成すると、世界で最も優れた工学教育施設と考えられた。

## 校舎建築

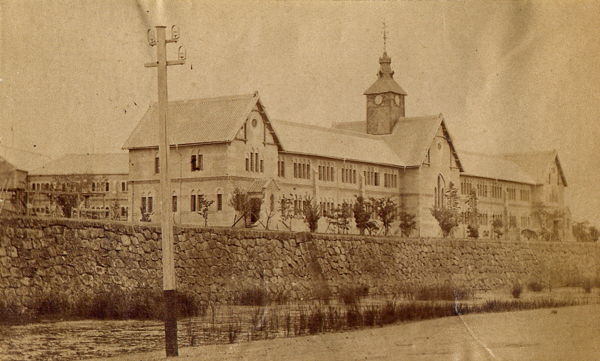
工学寮工学校校舎（小学館、後に博物館）, 1875年頃, McVA

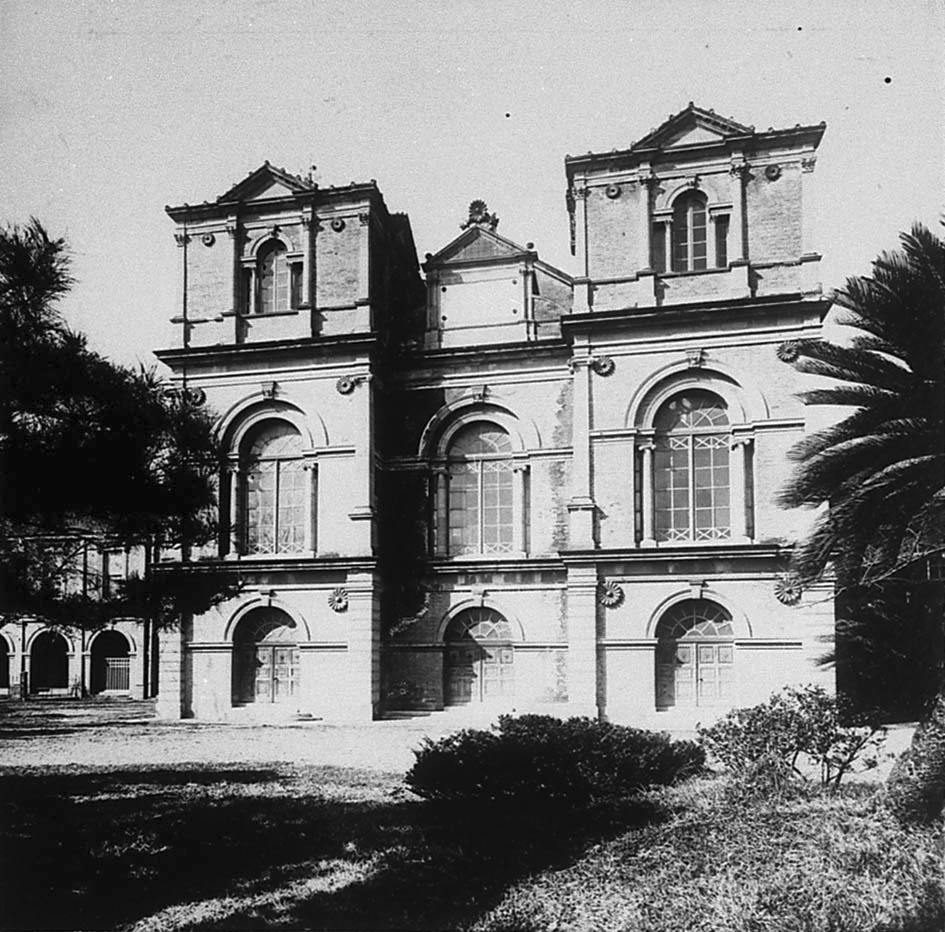
工部大学校本館, 1880年頃, 日本建築学会

初期工部省は営繕部局を持たず、山尾は自らが管轄する測量司のイギリス人技術者に営繕を兼務させた。山尾から建築様式にゴシック様式が指定され、測量師長のイギリス人コリン・アレクサンダー・マクヴェイン (Colin Alexander McVean) は、鉄道寮から技師のヘンリー・ジョイナー (Henry Batson Joyner) を、燈台寮から石工のマークスと大工のアンダーソンをそれぞれ転属させて、小学校校舎（後に博物館に改装）、生徒館（宿舎と学習室）、教師館の建物を設計建設した。
煉瓦壁は大量の帯鉄（Hoop Iron）で補強され、校舎は1873年末に完成し、日本最初の西洋式学校建築となった。時計塔は当初から計画されていたが、グラスゴーから横浜に運搬されたものが破損していたため、新たに部品を発注し1875年になって取り付けられた。時計塔も含め、グラスゴーの建築家キャンベル･ダグラス (Campbell Douglas) は、マクヴェインへ技術的助言、資材の発送、若手建築家の紹介など、様々な便宜を提供した。ダグラスの推薦で来日した若手の建築家チャールズ・アルフレッド・シャストール・ド・ボアンヴィル (Charles Alfred Chastel de Boinville) は、1872年末に着任して小学校校舎と生徒館の施工管理を行い、さらに教師館は新しく設計し直した。
マクヴェインが1873年4月に一時帰国する際、工部省営繕をトーマス・ウォートルス (Thomas James Waters) に委任、大学校本館の設計はウォートルスのもとで始まった。しかし、1873年6月にイギリスから教師団が到着するとともに、設計はボアンヴィルの手に移り、彼は都検ダイアーや物理学教授ウィリアム・エドワード・エアトンらと綿密に相談しながら設計案を固めていった。現在では科学技術教育に実験、実演、実技、実習は必須であるが、1870年代当時、そのためにどのような施設設計が必要かは世界共通の課題だった。1877年に工部大学校校舎（本館）が完成すると、イギリス人建築家のエドワード・ロビンス (Edward Cookworthy Robins) はロイヤル・ソサエティや王立英国建築家協会の集会で最も先進的な科学技術教育施設として紹介し、科学技術教育用施設建築の設計手本とされた。エアトンは工部大学校設計図一式を持ち帰り、旧知のロビンスとともにロンドン&ギルド工学校 (City and Guilds of London Institute) の校舎設計を始めた。
校舎は同校が東京大学と合併・移転後、学習院と東京女学館の校舎として利用されたが、1923年（大正12年）の関東大震災で倒壊した。文部省が同地に置かれるのはそれ以降のことである。

## 沿革
- 1870年（明治3年） - 鉄道技師長エドモンド・モレルは伊藤博文に日本が工業発展を円滑に進めるために工部省を設置することを提案し、日本人技術者を養成するための教務部を併設することを主張した。この教務部の工学校はスクールとカレッジからなり、スクールで優秀な成績をおさめた生徒だけがカレッジに進学することができるとした。
- 1871年（明治4年） - 工部省に工学寮が設置され、基礎教育を行う小学校と専門教育を行う大学校の二校体制とし、まずは小学校の1872年9月開校を企図し、1871年末から小学校教師の任用と校舎建設を始めた。
- 1873年（明治6年） - 都険として就任したダイアーは大学校のみの一校体制とし、1873年11月に開校。入学者の学力がそろわないために、予備教育のための小学校を一時期併設した。
- 1876年（明治9年） - 附属機関として工部美術学校を設置。
- 1877年（明治10年） - 専門教育のための本館が完成し、1月11日工学寮が廃止され工作局所轄になると工部大学校に改称。
- 1878年（明治11年） -  第一期卒業生を送り出すにあたり、7月15日に明治天皇親臨のもと「開業式」を執行（いわゆる開校式ではない）[11]。
- 1885年（明治18年） - 工部省廃止に伴い文部省に移管。
- 1886年（明治19年） - 帝国大学令により東京大学工芸学部と合併、'帝国大学工科大学'となった。

以降の歴史については東京大学#沿革も参照のこと。

## 工部大学校の教授
＜外国人教員＞
- ヘンリー・ダイアー (Henry Dyer)
- チャールズ・ディキンソン・ウェスト (Charles Dickinson West) [12]
- ジョン・ミルン (John Milne) [13]
- ウィリアム・エドワード・エアトン (William Edward Ayrton)
- ジョン・ペリー (John Perry (engineer)) [14]
- ジョサイア・コンドル (Josiah Conder)
- ウィリアム・グレイ・ディキソン (William Gray Dixon)
- エドマンド・モンディ（Edmund F. Mondy）
- ディヴィッド・ヘンリー・マーシャル (David Henry Marshall)
- エドワード・ダイヴァース (Edward Divers)
- リチャード・ライマー＝ジョンズ (Richard Rymer Jones)
- ジョージ・コーレイ (George Cawley)

## 主な卒業生

### 土木
- 石橋絢彦 - 土木科第1期生。1880年（明治13年）イギリスに留学し、海上工事（灯台建設など）を学ぶ。帰国後、工部省や神奈川県で灯台建設などに従事。1910年（明治43年）当校の校長（第4代）に就任。横浜市の吉田橋を改修。1911年に日本最初のカーン式鉄筋コンクリート橋を完成させた[15]。
- 南清 - 土木科第1期生で、主に鉄道分野で活躍。技術のほか鉄道会社経営にも参画。
- 杉山輯吉 - 土木科第1期生で、台湾で建設事業に従事。日本工学会[16]設立者。
- 田辺朔郎 - 土木科第5期生。琵琶湖疏水工事を担当、京都蹴上（けあげ。京都東部の山麓部）に日本最初の水力発電所を併設し事業化。東大教授・京都帝大教授となり、「京都市の3大事業」と呼ばれた琵琶湖第2疏水・水道・市電設置という事業に参画。関門海底トンネルの踏測にも従事。東大工科大学長にも。また北海道で鉄道建設にもあたった。
- 渡邊嘉一 - 土木科第5期生。スコットランドのフォース橋の建設監督をし、帰国後は鉄道建設にあたる。
- 久米民之助 - 土木科第6期生。皇居二重橋の構造設計のほか鉄道トンネル開削など。また実業家として外地台湾や朝鮮半島で建設事業にあたる。さらに衆議院議員に。

### 造家（建築）
- 辰野金吾 -  造家学科第1期生。日本人として最初期の建築家。1873年に工部省工学寮第一回生として再試験で末席入学。最初は造船を学んでいたが、2年終了後、造船から造家（建築）に転じ、ジョサイア・コンドルに師事し、1879年に工部大学校造家学科第1期生として卒業。イギリスに留学し、コンドルの師、ウィリアム・バージェズの事務所で修業。1883年帰国後はコンドルの後任として当校の教授を務め、東京帝国大学工科大学教授、同学長として建築教育に専念。1886年造家学会 (現日本建築学会) 創立に参加。のちに同学会会長。 1902年退職後は建築事務所を設立、多くの建築設計に従事[17]。
- 曽禰達蔵 -  造家学科第1期生。辰野金吾と同郷で同級生。建築家として活躍。長男は物理学者の曾禰武（立教大学教授、開成高校校長）。
- 片山東熊 -  造家学科第1期生。宮内省で赤坂離宮など宮廷建築に多く関わり、職務として県庁や博物館、宮内省の諸施設など36件の設計に関わった。また公務の合間に貴族の私邸を中心に14件の設計を行った。代表作は迎賓館など。
- 佐立七次郎 -  造家学科第1期生。建築家として活躍。代表作は旧日本郵船小樽支店、日本水準原点標庫など。
- 藤本寿吉（壽吉） -  造家学科第2期生。建築家として活躍。福沢諭吉の甥で、代表作に慶應義塾演説場、箱根離宮、旧文部省庁舎など。
- 渡辺譲 -  造家学科第2期生。建築家として活躍。代表作は初代帝国ホテル、海軍資料館など。
- 坂本復経 -  造家学科第3期生。建築家として活躍。代表作は旧鍋島公爵邸など。
- 小原益知 -  造家学科第3期生。滋賀県の嘱託建築家として、琵琶湖疏水諸施設のデザインに協力する。
- 久留正道 -  造家学科第3期生。建築家として活躍。代表作は旧帝国図書館（現・国際子ども図書館）、旧第四高等中学校本館（現・四高記念文化交流館）、旧第五高等中学校本館（現・熊本大学五高記念館）など。
- 中村達太郎 - 造家学科第4期生。建築学者として活躍。旧穂積公爵邸、演芸館など。
- 河合浩蔵 - 造家学科第4期生。建築家として活躍。代表作は神戸地方裁判所庁舎、海岸ビルヂングなど。
- 新家孝正 - 造家学科第4期生。建築家として活躍。代表作は逓信大臣官邸、華族女学校、旧川崎銀行水戸支店など。
- 滝大吉 -  造家学科第5期生。建築家として活躍。作曲家滝廉太郎のいとこ。現・中原悌二郎記念旭川市彫刻美術館など。
- 森川範一 - 造家学科第5期生。海軍建築家として桜井小太郎と旧舞鶴海軍兵器倉庫（現・赤れんが博物館）の建設に従事。
- 吉井茂則 - 造家学科第5期生。逓信省建築家として活躍。代表作は京都郵便局など。

### 造船
- 三好晋六郎 - 日本造船学の礎を築く。当校の助教授として母校の教壇に立つかたわら、工手学校（現・工学院大学）の設立にかかわり、明治20年から校長を兼ねた。
- 近藤基樹 - 1884年（明治17年）に造船学科を卒業。海軍省主船局出仕などの後、 1886年～1890年にイギリスのグリニッチ海軍大学校に留学。1890年に文官から武官に転じ、海軍大技士（大尉相当官）となり、横須賀鎮守府造船部日本海軍の造船中将。後に工学博士。その功績により、爵位を授爵し華族となった。
- 松尾鶴太郎 - 造船学を専攻。工手学校（現・工学院大学）教授。

### 機械
- 高山直質 - 機械学のうち鉄鋼技術研究を主な専門とした。
- 安永義章 - 機械科第2期生。明治16年（1883年）陸軍省技師となり、1885年から兵器製造技術研究のためドイツとフランスに留学。のち八幡製鉄所の技師をへて明治37年（1904年)以降 大阪高等工業学校(阪大工学部の前身)の校長を歴任[18]。ダイハツ設立者。
- 真野文二 - 機械科第3期生。明治15年（1882年）当校の助教授。明治19年（1886年）英国グラスゴー大学に留学。東京帝大教授、九州帝大総長などを歴任。日本機械学会創設者。
- 内藤正共 - 機械科第3期生。1881年に当校を卒業し、同年イギリスに私費留学、グラスゴー大学で海事工学を研究。帰国後、1885年に海軍省御用掛に就任。以後、海軍大学の技士、海軍造船大の技士を歴任。その他、小野浜造船所製造科主幹、川崎造船所嘱託なども務めた。船舶スクリューも開発。
- 服部俊一 - 機械科第3期生（明治8年入学、明治14年同科卒業）。農商務省兵庫造船所、海軍省艦政局などで勤務した後、紡績技術にもかかわるようになり、1887年（明治20年）に尾張紡績創立に参画、翌年には同社の取締役兼支配人となり、さらに桑名紡績や知多紡績の創業顧問となり、東海地方の紡績5社を合併させ、さらに1914年には大阪紡績も合併させ東洋紡を生み出す。
- 井口在屋 - 機械科第4期生。工部大学校助教授から海軍機関学校や海軍大学校教官として人材育成に寄与。発明した渦巻きポンプの会社が後の荏原製作所。工手学校（現・工学院大学）の設立に参加。
- 菊池恭三 - 機械科第7期生 機械科 紡績産業を機械化・合理化させ繊維を日本の基幹産業に。専門を造船から紡績に変え、製品の品質を向上させ、日本レイヨン（ユニチカの前身）や大日本紡績（ニチボー、ユニチカの前身）の会長などを歴任した。
- 朝永正三 - 機械科第10期生（ただし在学中の1886年に東京大学工芸学部と合併したため、1888年に帝国大学工科大学卒業）。京都帝国大学工科大学 機械工学科の初代教授。

### 電気工学、電信
- 志田林三郎 - 電信科第1期生。ウィリアム・エアトンらに師事、電信学を学んだ。1879年に電信科を首席で卒業し、日本初の工学士。翌1880年にスコットランドのグラスゴー大学に留学し、ウィリアム・トムソン（ケルビン卿）の下で物理学、数学などを学び、数々の研究。帰国後、工部省電信局で日本の電信技術のために働きつつ、当校の教授に就任（当校初の日本人教授）、電気工学等の専門教育に尽力した。また電気・通信・磁気・物理などの分野で幅広い研究を数々行った。1888年、日本初の工学博士。
- 岩田武夫 - 電気工学科第2期生で、学生時代から青函海峡のケーブル工事に拘わる。その後電気会社を経て、台湾総督府で民政局技師に転進。岩田通徳の三男。
- 中野初子（なかの・はつね) - 電気工学科第3期生。卒業後発足の帝国大学で助教授、のち教授。その後アメリカで学位。大型発電機開発と高圧送電を成し遂げる。電気学会の会長を歴任。歌人。
- 藤岡市助 - 電気工学科第3期生。1881年に首席で卒業。「日本の電気、電灯の父」と言われる。1884年に教授となる。
- 浅野応輔 - 電気工学科第3期生。卒業と同時に当校の教官となり、同校助教授、東京電信学校長兼幹事、逓信省電務局電気試験所（現：産業技術総合研究所）の初代所長、逓信技師、電気試験所所長を経て、1899年（明治32年）東京帝国大学工科大学（現：東京大学工学部）教授。また海底ケーブル敷設工事のほか銅線の絶縁体等の研究に実績を上げる。
- 山川義太郎 - 当校では電信学を専攻。 1887年には当校の助教授に任ぜられる。1896～1899年、官命で欧米諸国に留学し主に電気学を研究。帰国後 東京帝国大学（現・東京大学)教授に昇進し、工学博士。
- 坂内虎次 - 電気工学を専攻。熊本電灯（熊本電気の前身）社長、人吉水力電気社長、球磨川電気社長。
- 玉木弁太郎 - 電気工学を専攻。工部省技手をへて逓信省技師、かつ東京電信学校（後に逓信官吏練習所となるもの）の教授となる。明治32年欧米を視察し帰国後、帝国鉄道庁技師、鉄道省電気課長[19]。
- 岩垂邦彦 - 電信科卒業。エジソン・マシンワークス（現：ゼネラル・エレクトリック）に入社。テスティング・ルームと呼ばれるトーマス・エジソンの施設で勤務する。その後、1899年に日本電気を創業。

### 舎密学（化学）
- 高峰譲吉 - 応用化学科第1期生。首席で卒業。渋沢栄一らと「東京人造肥料会社」設立。日本協会をニューヨークに設立し、日米の親善に尽くした。
- 中村貞吉 - 舎密学（化学）を専攻。農商務省の技師。工手学校（現・工学院大学）の設立に参加し、同校初代校長。福沢諭吉の娘婿[20]。
- 下瀬雅允 - 化学科第6期生で、お札用インキ開発と爆薬発明者に。

### 鉱山学
- 小花冬吉 - 鉱山科第1期生。近代日本の鉱業界の父[21]。フランス留学後、工部省や広島県の技師となり、旧来の砂鉄製錬法の近代化にも尽くした。農商務技師、秋田鉱山監督局長などを経て、1896年、八幡製鉄所の初代製銑部長に就任し、鉄鋼の国産化に貢献した。
- 栗本廉 -  鉱山科第1期生。辰野金吾ら11名とイギリスに留学し王立鉱山学校で鉱山学を2年学び、1882年にドイツフライベルク鉱山学校(en)で地質学を学び、翌年帰国。神岡鉱山、生野鉱山の開発に従事。工手学校（現・工学院大学）の設立に参加。
- 近藤陸三郎 - 鉱山科第2期生。足尾銅山鉱毒対策に尽力。ほか工業会社経営など。
- 的場中 - 冶金鉱山学研究のためドイツに留学した。東京帝国大学工科大学教授。明治専門学校（現・九州工業大学）校長・教授。東京帝国大学名誉教授。

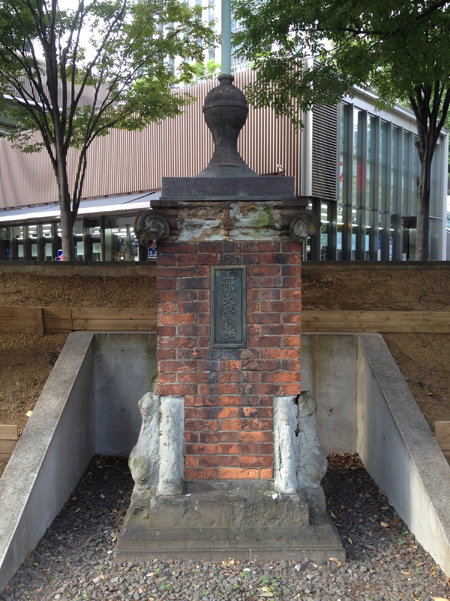
工部大学校址碑、千代田区